# Alboí I della Scala
Alboí I della Scala fou fill d'Albert I della Scala. Fou canonge del capítol de Verona el 1289, podestà de Màntua el 1303, i capità del poble, senyor i vicari imperial de Verona el 1304 en morir el seu germà Bartolomeo I della Scala.
Va morir a Verona el 28 d'octubre del 1311. S'havia casat el 1298 amb Caterina Visconti (filla de Mateu I Visconti de Milà) i el 1306 amb Beatriu (filla de Giberto III Correggio, senyor de Correggio).
Va deixar dos fills, Albert II della Scala i Mastino II della Scala, i dues filles. El va succeir el seu fill Albert II junt amb el seu germà Cangrande I della Scala.